# ويليام ديلغادو
ويليام ديلغادو (بالإنجليزية: William Delgado)‏ هو سياسي أمريكي، ولد في 31 أكتوبر 1956 بنيوآرك في الولايات المتحدة. حزبياً، نشط في الحزب الديمقراطي. وقد انتخب عضو مجلس نواب إلينوي.